# Gimme, Gimme, Gimme
Gimme, Gimme, Gimme is een nummer van de Amerikaanse zanger Narada Michael Walden en zangeres Patti Austin. Het nummer is afkomstig van het album The Nature of Things van Walden uit 1985. In februari dat jaar werd het nummer op single uitgebracht. Het popnummer werd geschreven door Walden, Preston Glass en Jeffrey Cohen en geproduceerd door Walden zelf.

## Hitnoteringen
De plaat werd uitsluitend een hit in een aantal landen in Europa en bereikte de 2e positie in de hitlijsten van Noorwegen en Zweden. In de VS werd de 39e positie behaald in de "Hot R&B/Hip-Hop Songs Billboard" en in het Verenigd Koninkrijk de 87e positie in de UK Singles Chart.
In het Nederlandse taalgebied werd de hoogste positie bereikt in België (Vlaanderen), namelijk de 5e en 6e positie in respectievelijk de Vlaamse Radio 2 Top 30 en de voorloper van de Vlaamse Ultratop 50. In Wallonië werd géén notering behaald.
In Nederland was de plaat op maandag 25 februari 1985 de 260e AVRO's Radio en TV-Tip op Hilversum 3 en werd een hit in de destijds drie landelijke hitlijsten op de nationale publieke popzender. De plaat bereikte de 9e positie in de Nationale Hitparade en de 10e positie in zowel de Nederlandse Top 40 als de TROS Top 50. In de Europese hitlijst op Hilversum 3, de TROS Europarade, werd de 16e positie bereikt.

### Nederlandse Top 40
| Hitnotering: 23-03-1985 t/m 18-05-1985 | Hitnotering: 23-03-1985 t/m 18-05-1985 | Hitnotering: 23-03-1985 t/m 18-05-1985 | Hitnotering: 23-03-1985 t/m 18-05-1985 | Hitnotering: 23-03-1985 t/m 18-05-1985 | Hitnotering: 23-03-1985 t/m 18-05-1985 | Hitnotering: 23-03-1985 t/m 18-05-1985 | Hitnotering: 23-03-1985 t/m 18-05-1985 | Hitnotering: 23-03-1985 t/m 18-05-1985 | Hitnotering: 23-03-1985 t/m 18-05-1985 | Hitnotering: 23-03-1985 t/m 18-05-1985 |
| Week:                                  | 1                                      | 2                                      | 3                                      | 4                                      | 5                                      | 6                                      | 7                                      | 8                                      | 9                                      |                                        |
| -------------------------------------- | -------------------------------------- | -------------------------------------- | -------------------------------------- | -------------------------------------- | -------------------------------------- | -------------------------------------- | -------------------------------------- | -------------------------------------- | -------------------------------------- | -------------------------------------- |
| Positie:                               | 32                                     | 19                                     | 13                                     | 11                                     | 10                                     | 12                                     | 13                                     | 18                                     | 30                                     | uit                                    |

### Nationale Hitparade
| Hitnotering: 23-03-1985 t/m 25-05-1985 | Hitnotering: 23-03-1985 t/m 25-05-1985 | Hitnotering: 23-03-1985 t/m 25-05-1985 | Hitnotering: 23-03-1985 t/m 25-05-1985 | Hitnotering: 23-03-1985 t/m 25-05-1985 | Hitnotering: 23-03-1985 t/m 25-05-1985 | Hitnotering: 23-03-1985 t/m 25-05-1985 | Hitnotering: 23-03-1985 t/m 25-05-1985 | Hitnotering: 23-03-1985 t/m 25-05-1985 | Hitnotering: 23-03-1985 t/m 25-05-1985 | Hitnotering: 23-03-1985 t/m 25-05-1985 | Hitnotering: 23-03-1985 t/m 25-05-1985 |
| Week:                                  | 1                                      | 2                                      | 3                                      | 4                                      | 5                                      | 6                                      | 7                                      | 8                                      | 9                                      | 10                                     |                                        |
| -------------------------------------- | -------------------------------------- | -------------------------------------- | -------------------------------------- | -------------------------------------- | -------------------------------------- | -------------------------------------- | -------------------------------------- | -------------------------------------- | -------------------------------------- | -------------------------------------- | -------------------------------------- |
| Positie:                               | 21                                     | 16                                     | 14                                     | 12                                     | 9                                      | 10                                     | 16                                     | 32                                     | 35                                     | 50                                     | uit                                    |

### TROS Top 50
Hitnotering: 14-03-1985 t/m 16-05-1985. Hoogste notering: #10 (1 week).

### TROS Europarade
Hitnotering: 25-04-1985 t/m 02-05-1985 en 16-05-1985 t/m 23-05-1985. Hoogste notering: #16 (1 week).

### Vlaamse Ultratop 50
| Hitnotering: 30-03-1985 t/m 25-05-1985 | Hitnotering: 30-03-1985 t/m 25-05-1985 | Hitnotering: 30-03-1985 t/m 25-05-1985 | Hitnotering: 30-03-1985 t/m 25-05-1985 | Hitnotering: 30-03-1985 t/m 25-05-1985 | Hitnotering: 30-03-1985 t/m 25-05-1985 | Hitnotering: 30-03-1985 t/m 25-05-1985 | Hitnotering: 30-03-1985 t/m 25-05-1985 | Hitnotering: 30-03-1985 t/m 25-05-1985 | Hitnotering: 30-03-1985 t/m 25-05-1985 | Hitnotering: 30-03-1985 t/m 25-05-1985 |
| Week:                                  | 1                                      | 2                                      | 3                                      | 4                                      | 5                                      | 6                                      | 7                                      | 8                                      | 9                                      |                                        |
| -------------------------------------- | -------------------------------------- | -------------------------------------- | -------------------------------------- | -------------------------------------- | -------------------------------------- | -------------------------------------- | -------------------------------------- | -------------------------------------- | -------------------------------------- | -------------------------------------- |
| Positie:                               | 37                                     | 23                                     | 16                                     | 7                                      | 6                                      | 15                                     | 20                                     | 22                                     | 37                                     | uit                                    |